# Felsritzungen im Weetwood Moor

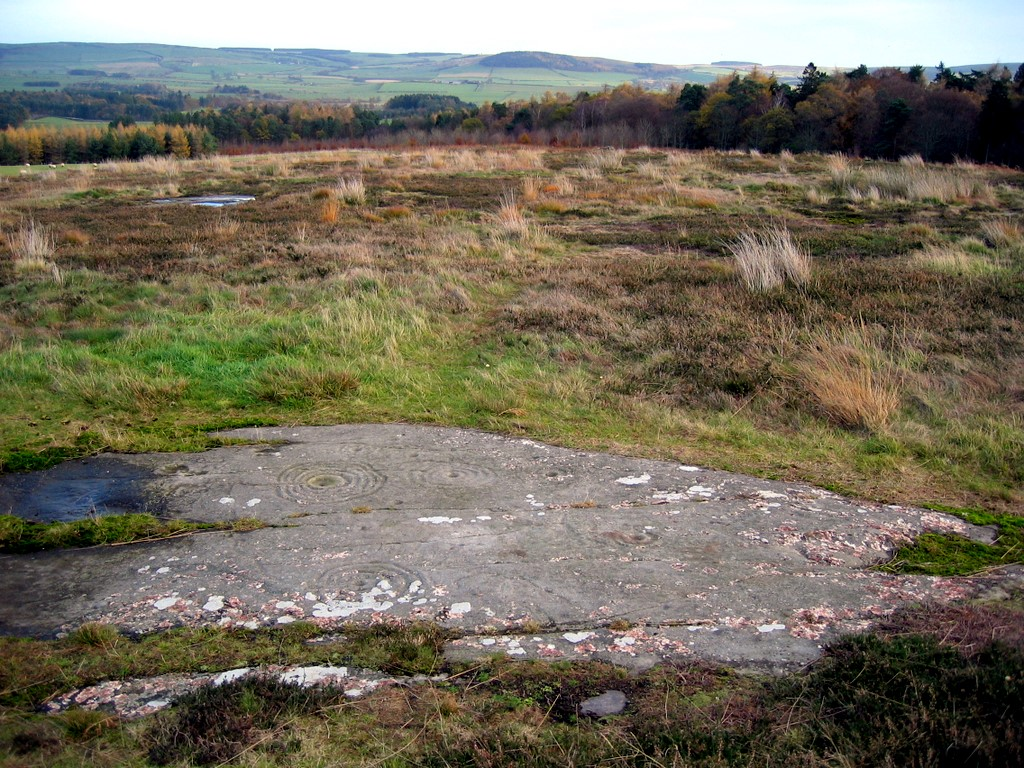
Felsritzung im Weetwood Moor

Die Felsritzungen im Weetwood Moor (deutsch „nasses Holzmoor“) in der Nähe von Wooler, in Northumberland im Norden von England sind ein geschütztes Denkmal. Es umfasst etwa 30 Aufschlüsse im Sandstein, die hauptsächlich aus Cup-and-Ring-Markierungen bestehen, von denen viele gerade Rillen haben, die vom Zentrum (cup) durch die Ringe nach außen verlaufen.
Die Felskunst könnte neolithisch oder frühbronzezeitlich sein, da sie zwischen 3800 und 1500 v. Chr. datiert wurde.
Auf dem Moor liegt auch ein restaurierter Cairn, der 1982 von Stan Beckensall teilausgegraben wurde. 38 mit Ritzungen versehene Steine wurden aus dem Hügel geborgen, mehr als in jedem anderen in Northumberland. Der Cairn hat einen stark abgenutzten Randstein, der ein zentrales Schälchen mit vier konzentrischen Ringen hat. Von der Mitte strahlen drei Rillen aus. Das Weetwood Moor war nicht immer bewaldet.
In der Nähe liegt der Steinkreis vom Threestoneburn.